# Fleury-la-Montagne
 Fleury-la-Montagne  es una población y comuna francesa, en la región de Borgoña, departamento de Saona y Loira, en el distrito de Charolles y cantón de Semur-en-Brionnais.

## Demografía
| 436 | 415 | 430 | 526 | 587 | 561 |
| Para los censos de 1962 a 1999 la población legal corresponde a la población sin duplicidades (Fuente: INSEE [Consultar]) |     |     |     |     |     |